# Jednolity Dokument Administracyjny
Jednolity Dokument Administracyjny (ang. Single Administrative Document – SAD) – uniwersalny statystyczny dokument celny, który wykorzystywany jest w międzynarodowym obrocie towarowym w odniesieniu do procedur wywozowych, przywozowych oraz procedury tranzytowej. Pełni on rolę wniosku o wszczęcie postępowania celnego. Dokument ma zastosowanie dla wszystkich towarów, bez względu na ich rodzaj i pochodzenie.
Jednolity Dokument Administracyjny uchwaliła Konwencja o uproszczeniu formalności w obrocie towarowym (JDA) z dnia 20 maja 1987 roku. Konwencja ustanowiona została w szwajcarskim mieście Interlaken.
Początkowo dokument JDA dotyczył państw Europejskiej Wspólnoty Gospodarczej (skrót EWG). Obecnie jest używany również w Polsce. Funkcjonuje również mniej popularny skrót określający ten sam dokument (WSAD – World Single Administrative Document).
Formularz JDA zastąpił 6 dokumentów stosowanych wcześniej przy odprawie celnej towarów (oprócz deklaracji celnej i faktury). Celem wprowadzenia dokumentu było uproszczenie stosowanych procedur w obrocie towarowym i usprawnienie statystyki celnej.
Jednolity Dokument Administracyjny składa się z 8 kart, które są stosowane zamiennie w zależności od procedury.
- Karty 1, 2, 3 – dotyczą wywozu towarów
- Karty 4, 5 – tranzyt oraz potwierdzenie unijnego statusu towarów
- Karty 6, 7, 8 – dotyczą przywozu towarów

Istnieje kilka możliwości stosowania dokumentu JDA przez uczestników obrotu towarowego.
Podstawowa forma odnosi się do stosowania pełnego zestawu formularzy. Ma to miejsce w przypadku procedury wywozowej, kiedy jej uczestnik stosuje dokument JDA zawierający wszystkie formularze, które są niezbędne do właściwego wypełnienia procedury tranzytowej oraz formalności wywozowych oraz formalności w kraju przeznaczenia.
Dopuszcza się również stosowanie tylko zestawów częściowych dokumentu. Uczestnik procedury może zastosować wybrane karty, które są mu potrzebne do wypełnienia formalności na jednym z etapów obrotu towarowego. W niektórych przypadkach, kiedy jest to uzasadnione, może on także do kart wymaganych na danym etapie dołączyć pozostałe karty, które są z kolei niezbędne na kolejnych etapach.